# Adrian Madaschi
Adrian Anthony Madaschi (11 de julho de 1982) é um futebolista profissional ítalo-australiano que atua como defensor.

## Carreira
Adrian Madaschi representou a Seleção Australiana de Futebol, nas Olimpíadas de 2004.